# Sam Junqua
Samuel Junqua, detto Sam (Saratoga, 9 novembre 1996), è un calciatore statunitense, centrocampista del Real Salt Lake.

## Carriera
Debutta in MLS il 14 luglio 2020 con lo Houston Dynamo in occasione del match pareggiato 3-3 contro il Los Angeles FC.

## Statistiche

### Presenze e reti nei club
Statistiche aggiornate al 30 settembre 2021.
| Stagione        | Squadra           | Campionato      | Campionato | Campionato | Coppe nazionali | Coppe nazionali | Coppe nazionali | Coppe continentali | Coppe continentali | Coppe continentali | Altre coppe | Altre coppe | Altre coppe | Totale | Totale |
| Stagione        | Squadra           | Comp            | Pres       | Reti       | Comp            | Pres            | Reti            | Comp               | Pres               | Reti               | Comp        | Pres        | Reti        | Pres   | Reti   |
| --------------- | ----------------- | --------------- | ---------- | ---------- | --------------- | --------------- | --------------- | ------------------ | ------------------ | ------------------ | ----------- | ----------- | ----------- | ------ | ------ |
| 2019            | Rio Grande Valley | USL             | 17         | 0          | USCup           | 0               | 0               |                    | -                  | -                  |             | -           | -           | 17     | 0      |
| 2019            | Houston Dynamo    | MLS             | 0          | 0          | USCup           | 1               | 0               | CCL+LC             | 0+1                | 0                  |             | -           | -           | 2      | 0      |
| 2020            | Houston Dynamo    | MLS             | 9          | 1          |                 | -               | -               |                    | -                  | -                  |             | -           | -           | 9      | 1      |
| 2021            | Houston Dynamo    | MLS             | 16         | 0          |                 | -               | -               |                    | -                  | -                  |             | -           | -           | 16     | 0      |
| Totale carriera | Totale carriera   | Totale carriera | 42         | 1          |                 | 1               | 0               |                    | 1                  | 0                  |             | -           | -           | 44     | 1      |